# Frédéric Lévy
Pour les articles homonymes, voir Lévy.
Frédéric Lévy, né le 18 décembre 1811 à Corbigny (Nièvre) et mort le 18 février 1894 à Paris, est un négociant, juge consulaire puis homme politique français.

## Biographie

### Famille
Né à Corbigny le 18 décembre 1811, Adrien-Jacques-Frédéric Lévy est le fils de Michèle-Suzanne-Françoise Lévy, née Gaillon, et d'André-Nicolas Lévy, droguiste.

### Carrière
Installé à Paris au début des années 1830, Frédéric Lévy est fourrier dans la Garde nationale en 1835, à l'époque de l'attentat de Fieschi. Il est d'ailleurs le premier à interroger Fieschi lorsque celui-ci est conduit, blessé, au poste du Château-d'Eau. Par la suite, Lévy, marchand de bois, reprend l'entreprise de Joseph Rieussec, mort lors de l'attentat. En 1840, il fonde ainsi une société en commandite pour le commerce de combustible (bois et charbon) dont la commanditaire est la veuve Cazalot, fille et héritière de Rieussec. Établie sous la raison sociale « Frédéric Lévy & Cie » et dotée par Mme Cazalot d'un capital de 250 000 francs, cette société a son siège au no 50 de la rue de la Roquette, dans l'ancien 8e arrondissement, avec un chantier couvert à cette adresse ainsi que deux autres sur la place Saint-Antoine et au no 165 de la rue de Charonne. La même année, Lévy épouse Florence-Pauline Malherbe, veuve d’Étienne Debrosse.
Entre la fin de la Deuxième République et le début du Second Empire, Frédéric Lévy occupe une place croissante au sein du commerce de la capitale. Exerçant régulièrement les fonctions de juge-commissaire à la requête du tribunal de commerce de Paris, il est nommé juge suppléant de cette cour en 1852 puis juge le 15 juillet 1854.

### Maire d'arrondissement
Adjoint au maire du 8e arrondissement depuis le 10 mai 1850, Frédéric Lévy est nommé maire, en remplacement de Jacques Marie Perret, par un décret du 6 avril 1858.
Le 19 décembre 1859, un nouveau décret fait de lui le premier maire du 11e arrondissement de Paris correspondant partiellement à l'ancien 8e arrondissement.

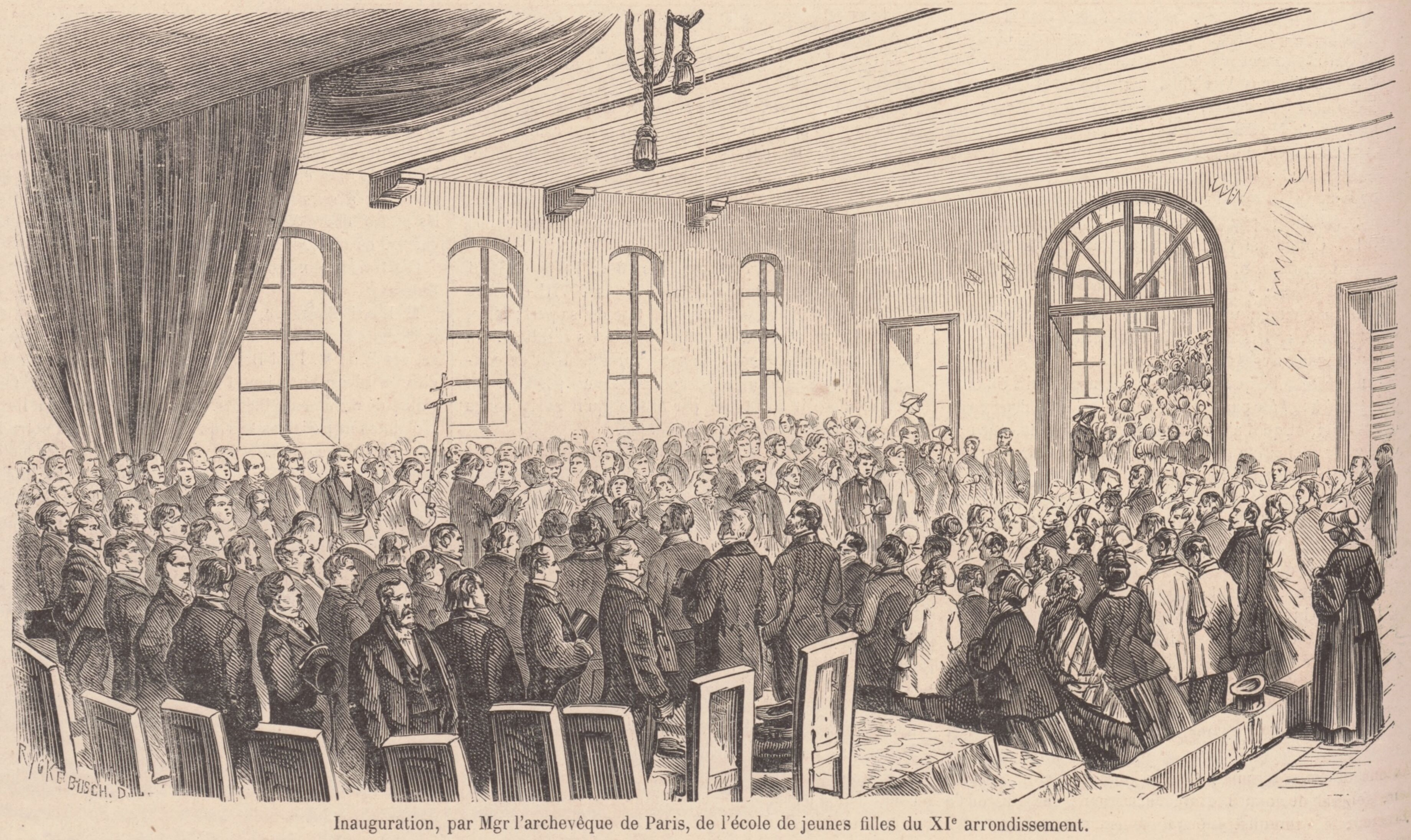
Inauguration par Mgr Darboy, de l'école de jeunes filles de la rue Saint-Bernard, en présence du maire, Frédéric Lévy (Le Monde illustré, 1er décembre 1866).

Sous son administration, plusieurs écoles, cours du soir, bibliothèques municipales, sociétés coopératives et asiles sont créés au profit de la population majoritairement ouvrière de l'arrondissement. Philanthrope investi dans les œuvres sociales, Frédéric Lévy avait déjà été nommé président de la société de secours mutuel du quartier Popincourt par décret impérial du 2 avril 1853. Il fait partie du conseil d'administration de la Société d'encouragement au bien fondée en 1862.
Chevalier de la Légion d'honneur depuis le 11 août 1855, c'est en tant que maire qu'il est promu officier (14 août 1860) puis commandeur (7 août 1869) de cet ordre.

### Candidat officiel sous le Second Empire
Lors des élections législatives de 1863, Lévy est investi de la candidature officielle dans la 5e circonscription de Paris et rédige une circulaire électorale bonapartiste libérale empreinte d'une fibre sociale. Il n'obtient cependant que 8 094 des 26 864 suffrages comptés (soit 30 %), loin derrière son concurrent républicain, Jules Favre, réélu avec 18 744 voix (70 %).
Favre ayant également été élu dans le Rhône puis opté pour ce département, une élection complémentaire a lieu au mois de mars suivant. Lévy, qui a posé tardivement sa candidature, arrive à nouveau en seconde position, derrière le républicain Garnier-Pagès.
Il retente à nouveau sa chance lors des élections législatives de 1869. Cette fois-ci, il n'arrive qu'en troisième position, avec 7 044 ou 7 054 voix, soit seulement 19 % des votants, nettement devancé par deux candidats candidats républicains, Garnier-Pagès et Raspail, qui ont remporté chacun plus de 14 000 voix (38 %). Par conséquent, Lévy annonce son désistement avant le second tour du scrutin. Plus de la moitié de son électorat se reporte au second tour sur Garnier-Pagès, plus modéré que son concurrent.

### Après le Second Empire
Privé de son mandat de maire par la chute de l'empire, Lévy refuse dans un premier temps toute candidature aux élections législatives de 1871, mais il revient sur sa décision en réaction à un projet de décret de Gambetta visant à rendre inéligibles les anciens candidats officiels du régime déchu. Finalement, le décret ayant été annulé, Lévy retire sa candidature.
Resté fidèle à la dynastie impériale, Lévy reste actif dans les cercles bonapartistes au début de la Troisième République. Resté longtemps incontournable dans son milieu professionnel par son mandat de président de chambre syndicale, il finit par céder son entreprise de combustibles à C. Fresneau, qui en déplace le grand chantier couvert aux 15 et 17 du boulevard Bourdon.
Frédéric Lévy meurt en son domicile du no 30 du boulevard Beaumarchais le 18 février 1894.